# Do szpiku kości (film)
Do szpiku kości (ang. Winter's Bone) – amerykański dramat filmowy z 2010 w reżyserii Debry Granik. Obraz jest adaptacją powieści pod tym samym tytułem z 2006 roku autorstwa Daniela Woodrella.
Film otrzymał Główną Nagrodę Jury na 2010 Sundance Film Festival.
W Polsce film prezentowany w ramach pierwszego American Film Festival we Wrocławiu.

## Fabuła
Siedemnastoletnia Ree Dolly jest jedyną odpowiedzialną osobą w zubożałej rodzinie, która zamieszkuje w wiejskiej Wyżynie Ozark, położonej w środkowych Stanach (na granicy stanów Arkansas i Missouri). Ree opiekuje się młodszym rodzeństwem oraz niepełnosprawną matką. Pewnego dnia zostaje zaskoczona, gdy lokalny szeryf mówi jej, że jej ojciec zastawił dom w celu zabezpieczenia jego zwolnienia z więzienia, więc jeśli ten nie stawi się na procesie za tydzień, biedna rodzina straci wszystko. Ree decyduje się odszukać ojca, który po wyjściu z więzienia porzucił rodzinę. Ree natrafia na lokalną zmowę milczenia, a jedyną osobą, która może jej pomóc, jest jej wujek Łezka (John Hawkes).

## Obsada
- Jennifer Lawrence jako Ree Dolly
- John Hawkes jako Łezka
- Lauren Sweetser jako Gail
- Garret Dillahunt jako szeryf Baskin
- Dale Dickey jako Merab
- Shelley Waggener jako Sonya
- Kevin Breznahan jako Mały Arthur
- Ashlee Thompson jako Ashlee
- Tate Taylor jako Satterfield
- Sheryl Lee jako April

i inni

## Nagrody i nominacje
2010 Sundance Film Festival
- Główna Nagroda Jury: najlepszy film dramatyczny − Debra Granik
- Nagroda im. Waldo Salta za najlepszy scenariusz − Anne Rosellini i Debra Granik

60. Międzynarodowy Festiwal Filmowy w Berlinie
- Nagroda Międzynarodowego Stowarzyszenia Kin Artystycznych − Debra Granik
- nagroda: Reader Jury of the „Tagesspiegel” − Debra Granik

Oscary 2010
- nominacja: najlepszy film − Anne Rosellini i Alix Madigan
- nominacja: najlepszy scenariusz adaptowany − Anne Rosellini i Debra Granik
- nominacja: najlepsza aktorka pierwszoplanowa − Jennifer Lawrence
- nominacja: najlepszy aktor drugoplanowy − John Hawkes

Złote Globy 2010
- nominacja: najlepsza aktorka w filmie dramatycznym − Jennifer Lawrence

Nagroda Gildii Aktorów Filmowych 2010
- nominacja: najlepsza aktorka pierwszoplanowa − Jennifer Lawrence
- nominacja: najlepszy aktor drugoplanowy − John Hawkes

Independent Spirit Awards 2010
- nagroda: najlepsza drugoplanowa rola żeńska − Dale Dickey
- nagroda: najlepsza drugoplanowa rola męska − John Hawkes
- nominacja: najlepszy film niezależny − Alix Madigan-Yorkin i Anne Rosellini
- nominacja: najlepszy reżyser − Debra Granik
- nominacja: najlepszy scenariusz − Anne Rosellini i Debra Granik
- nominacja: najlepsza główna rola żeńska − Jennifer Lawrence
- nominacja: najlepsze zdjęcia − Michael McDonough

Nagroda Satelita 2010
- nominacja: najlepszy film dramatyczny
- nominacja: najlepszy reżyser − Debra Granik
- nominacja: najlepszy scenariusz adaptowany − Debra Granik i Anne Rosellini
- nominacja: najlepsza aktorka w filmie dramatycznym − Jennifer Lawrence